# Општина Дањаса (Олт)
Дањаса (рум. Dăneasa) општина је у Румунији у округу Олт.
Oпштина се налази на надморској висини од 63 m.